# Хануке-гелт

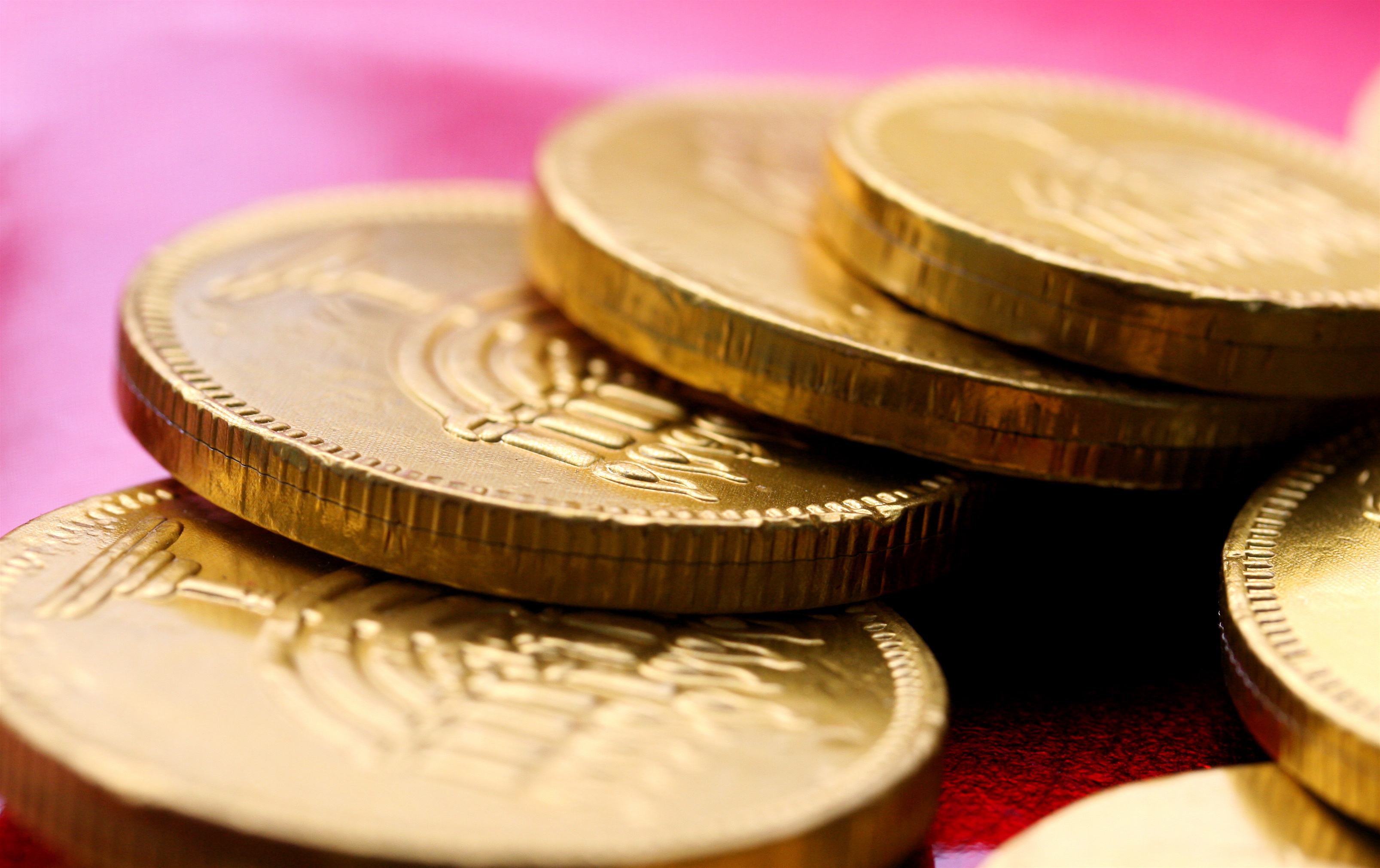
шоколадні монети

Хануке-ґелт (їд. חנוכה געלט) — в буквальному сенсі гроші на Хануку.

## Історія
Звичай давати дітям гроші на Хануку бере свій початок у сімнадцятому столітті серед українського, білоруського і польського єврейства. Гроші давали для того щоб підвищити настрій дітей під час Хануки, яку діти порівнювали до зимових свят християнського оточення. До то ж була традиція давати гроші дітям для того щоб вони передавали ці гроші своїм вчителям у хедері. З часом дітям почали дозволяти зберегти деякі гроші для себе. Була також традиція коли бідні студенти єшиви на Хануку відвідували доми єврейських благодійників щоб отримати від них гроші.
У двадцятому столітті у США випустили перші шоколадні монети і батьки почали давати ці монети насамперед наймолодшим дітям які ще не розуміють концепцію грошей, але вже розуміють концепцію цукерок. Сьогодні більша частина шоколадних монет імпортується у США з Ізраїлю.
У хасидській громаді, равіни роздають дрібні монети всім тим, хто відвідує їх під час Хануки. Хасиди вважають, що ці монети сприяють досягненню успіхів.